# گام پنتاتونیک
گام پنتاتونیک (به انگلیسی: Pentatonic scale) از پنج نت تشکیل شده‌است که با احتساب اکتاو شش نت می‌شوند. انواع مختلفی از گام‌های پنتاتونیک وجود دارند که از موسیقی نواحی مختلف جهان پدید آمده‌اند. از هریک از درجات انواع گام‌های پنتاتونیک می‌توان پنج مد متفاوت دیگر ساخت که در اینجا تنها به دو مد که گام‌های ماژور و مینور بیشترین کاربرد را دارند، اشاره شده‌است .
گام‌های پنتاتونیک محلی بسیاری در نقاط مختلف جهان موجود است. گام پنتاتونیک امروزه کاربرد بسیاری دارد مثلاً در آهنگسازی برای گروه‌های موسیقی که از گیتار استفاده می‌کنند. گام‌های پنتاتونیک بسیار کاربردی است. در ژانرهایی مانند راک، فیوژن، جاز و … از گام‌های پنج نتی ماژور پنتاتونیک و مینور پنتاتونیک نیز استفاده شده‌است.
در آهنگسازی هنرمندانی از جمله: اریک کلپتون، جیمی هندریکس، جف بک، و بی بی کینگ از مد پنتاتونیک نیز استفاده شده‌است.

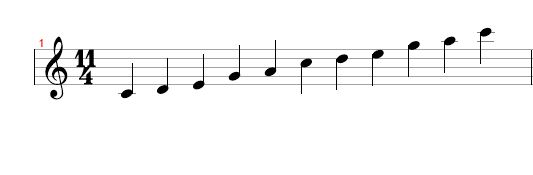
گام پنتاتونیک

در شکل روبرو گام دو ماژور پنتاتونیک در دو اکتاو نشان داده شده‌است چنانچه بخواهیم گام ماژور پنتاتونیک را از نت دو شروع کنیم نتها به ترتیب: دو، ر، می، سل، لا، و دو خواهند بود. چنانچه گام دوماژور پنتاتونیک را با گام دو ماژور مقایسه کنیم این نتیجه حاصل می‌شود که: درجه چهارم و هفتم که در گام دو ماژور وجود داشته در گام دو ماژور پنتاتونیک حذف شده‌است.

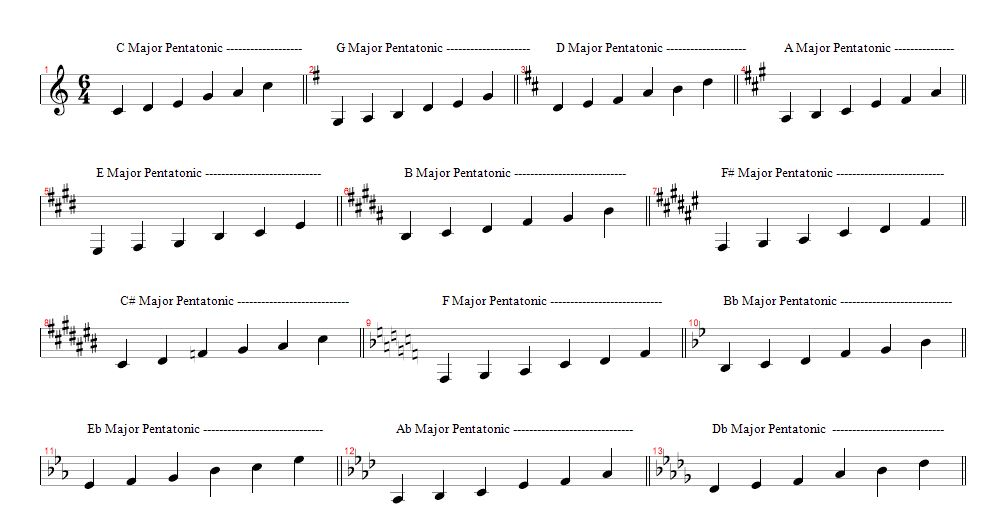
ماژور پنتاتونیک - عکس از کتاب «اصول آهنگسازی و قواعد هارمونی ارکسترال» نوشته: پوریا مفتون

## ماژور پنتاتونیک
اگر فواصل بین درجات اول تا دوم، دوم تا سوم، چهارم تا پنجم را یک پرده در نظر بگیریم و فاصله میان درجات سوم تا چهارم، پنجم تا ششم یک و نیم پرده باشد الگوی مذکور مد ماژور پنتاتونیک می‌باشد. گام‌های ماژور پنتاتونیک از نت دو شروع می‌شوند و همانند گام‌های ماژور، دیزها و بمل‌ها در سرکلید گام‌های ماژور پنتاتونیک پدید می‌آیند.

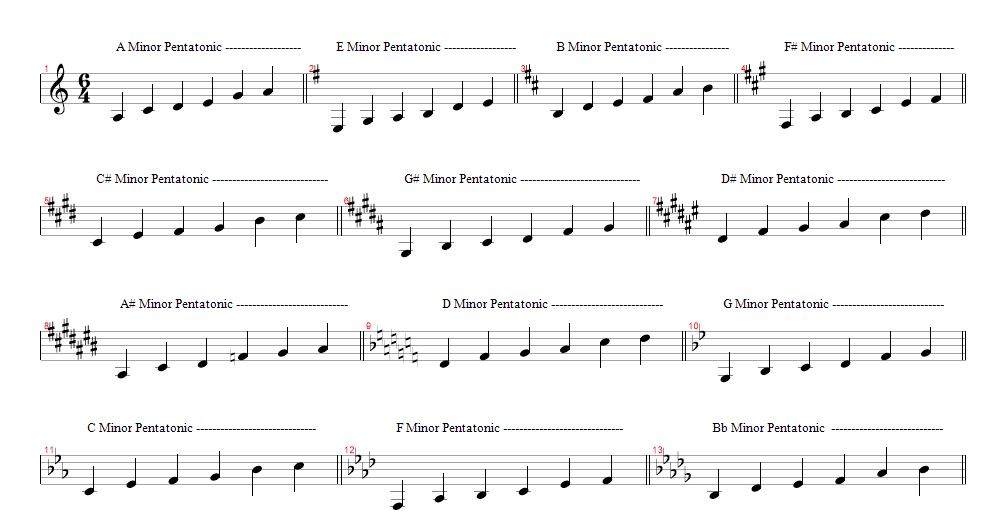
مینور پنتاتونیک - عکس از کتاب «اصول آهنگسازی و قواعد هارمونی ارکسترال» نوشته: پوریا مفتون

## مینور پنتاتونیک
اگر فواصل بین درجات دوم تا سوم، سوم تا چهارم، پنجم تا ششم را یک پرده فاصله قرار دهیم و بین درجات اول تا دوم، چهارم تا پنجم را یک و نیم پرده فاصله در نظر بگیریم الگوی مذکور مد مینور پنتاتونیک می‌باشد. گام‌های مینور پنتاتونیک از نت لا شروع می‌شوند و ترتیب به وجود آمدن دیزها و بمل‌ها در سرکلید گام‌های مینور پنتاتونیک، همانند ترتیب پدیدار شدن دیزها و بمل‌ها در سرکلید گام‌های مینور طبیعی است.
با مقایسه مد مینور پنتاتونیک و مد ماژور پنتاتونیک این نتیجه حاصل می‌شود که مد مینور پنتاتونیک از درجه پنجم مد ماژور پنتاتونیک ساخته شده و تا اکتاو ادامه پیدا کرده‌است یعنی فاصله بین درجات این دو مد اگر تونیک مد مینور پنتاتونیک را با درجه پنجم مد ماژور پنتاتونیک مطابقت دهیم و تا اکتاو ادامه دهیم به همان ترتیب خواهد بود و به همین صورت از تطبیق نت پایه با درجات انواع گام‌های پنتاتونیک می‌توان مدهای دیگری بدست آورد.